# Piper auritum
Piper auritum, conocida como hoja santa, hierba santa, acuyo, juniapa, jaco, momo o tlancpapaquelitl, es una planta aromática de la familia Piperaceae que crece que crece en bosques del sudoeste de México y al nordeste de Costa Rica. Las hojas de la planta se utilizan como condimento y tiene una presencia importante en varias gastronomías regionales de México. Habita en bosques húmedos o en sitios perturbados derivados de estos, desde el nivel del mar hasta los 2000m s. n. m.

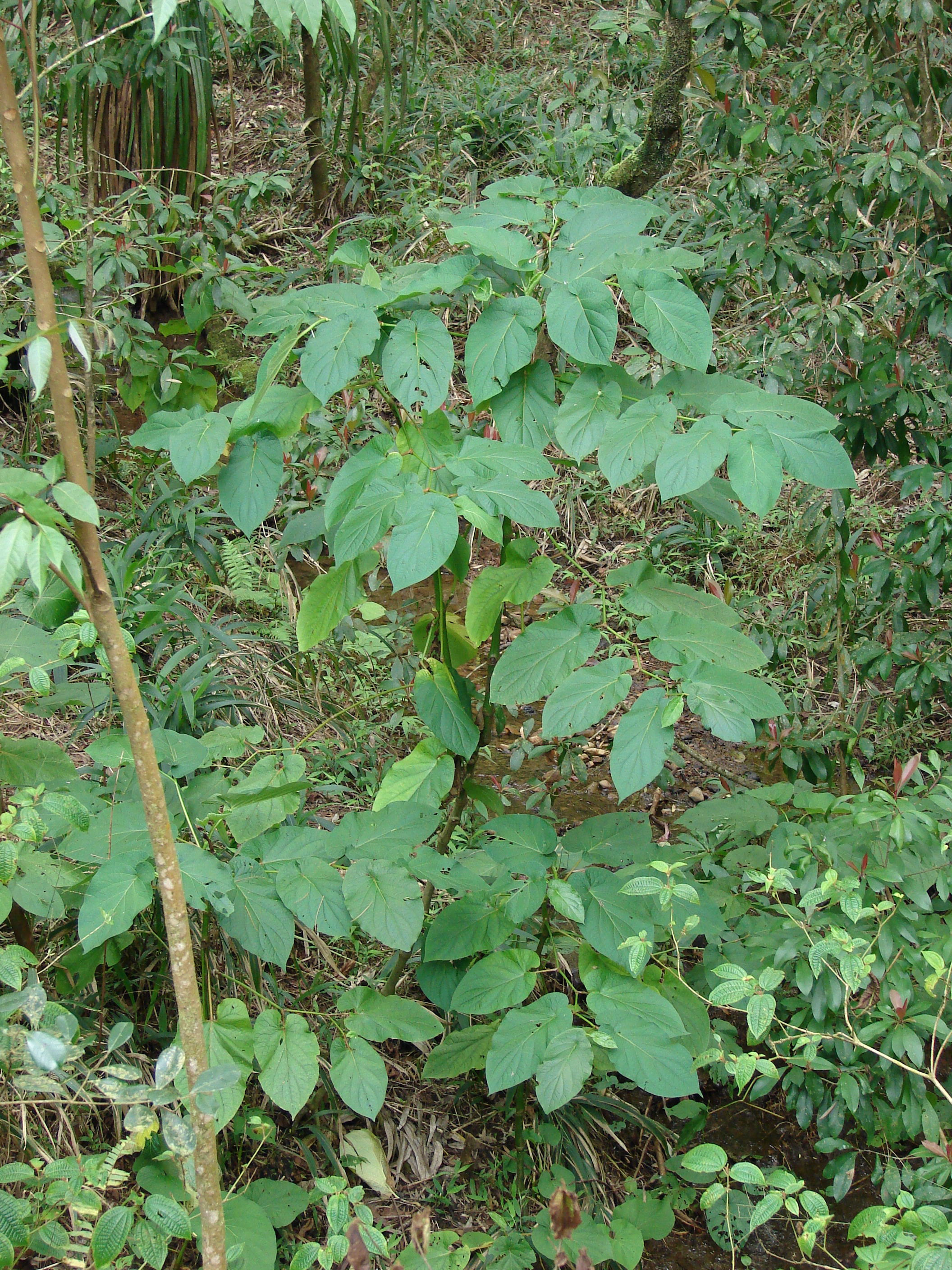
Vista de la planta.

## Descripción

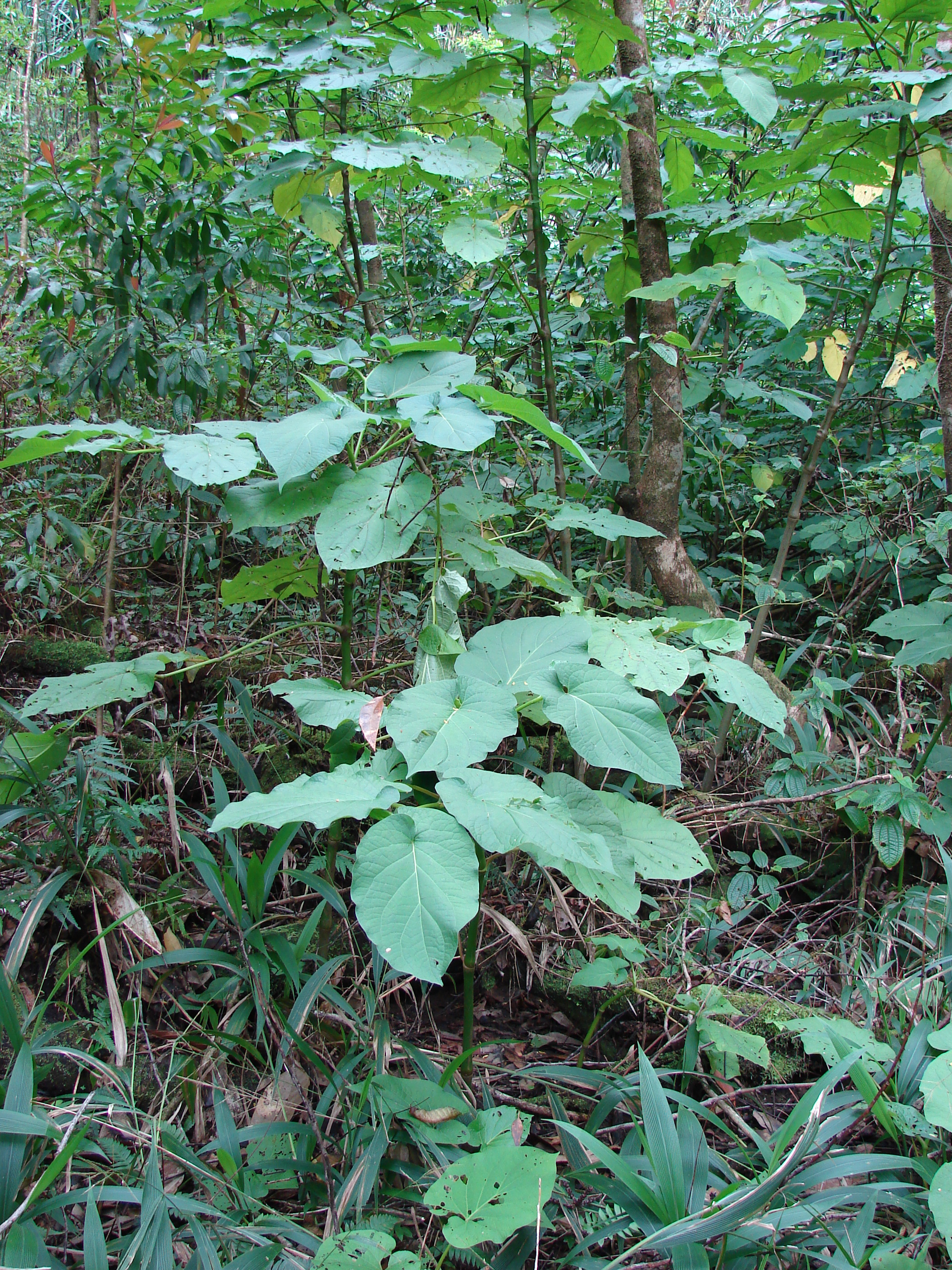
En su hábitat.

Arbusto o árbol pequeño, 1,5 a 5 m de altura, los tallos con nudos visibles, lisos. Hojas simples, alternas, láminas de 13-35 x 12–26 cm, ovadas o ampliamente ovadas a elíptico-ovadas, el ápice agudo, la base en forma de corazón a profundamente auriculada (en forma de oreja), el lóbulo más grande, tan largo como el pecíolo y a menudo traslapando, el más corto hasta 1/3 de la longitud del pecíolo, el margen entero, cortamente pubescentes, pecioladas. Tallo ramificado, las ramas jóvenes cubiertas de abundantes pelillos suaves. Inflorescencias axilares, tipo espigas,  de 6 hasta 35 cm de largo y 4-5 mm de grueso,  de color blanca a verde pálido, delgadas con aspecto de “cola de ratón”. Flores diminutas, densamente agrupadas en el raquis sin formar bandas alrededor de la espiga. Frutos de 0,8–1 mm de largo, obovoides, glabros, verde pálido, con una semilla. Raíces, puede formar una raíz principal o en su caso dependiendo del tipo de suelos puede formar raíces laterales. También puede formar raíces adventicias.

## Ecología

### Distribución y hábitat
Se conoce del centro y sur de México hasta Venezuela y Perú, así como la Amazonia. Cita ejemplares de Chiapas, Guerrero, Hidalgo, Nayarit, Oaxaca, Puebla, San Luis Potosí, Tabasco y Veracruz.  Recientemente se ha introducido en Bolivia. En Hawái, esta especie se ha convertido en una planta invasora..
Se localiza en bosques húmedos y bosques secundarios relacionados, en elevaciones de 0 a 2000 m s. n. m., característico de sitios perturbados y a lo largo de ríos y caminos, en acahuales, en plantaciones como cafetales o cultivos de cacao. En Guatemala, crece en bosques, zonas riparias y zonas húmedas de todo el país. En El Salvador, se conoce en todo el país. En Costa Rica, es común en todas las zonas húmedas. Es una planta muy susceptible a las heladas.

### Estado de conservación
Esta especie presenta una rápida proliferación desde la superficie de los rizomas y puede formar grandes poblaciones en cortos períodos de tiempo. Las flores son polinizadas por pequeños escarabajos o moscas. Las semillas son dispersadas por murciélagos y aves, los cuales remueven la espiga completa. Es una planta que se puede propagar de forma asexual y es común en traspatio de las casas como una planta de uso cotidiano en la cocina mexicana. 

## Usos

#### Culinario
Es de uso frecuente en la cocina mexicana, especialmente en los tamales de ciertas zonas del sur de México, donde los pescados o carnes se envuelven en sus hojas fragantes para cocinar exquisitos platillos, como el tapixtle y el pilte del sur de Veracruz y Tabasco. En Guatemala se usa en la región maya-q'eqchi' para preparar el pachay, que básicamente es pescado con chile y achiote, envuelto en hojas de Santa María, para darle otra envoltura en hojas de plátano, también se pueden usar hojas de maxán, se entierra y encima se hace una fogata en la que se cocina sobre ella una sopa de pescado. Al estar la sopa lista, se desentierran los pescados y el pachay se ha cocinado al vapor, esta es una auténtica receta prehispánica. Además de emplearse como condimento, las hojas se usan como estomacales, analgésicas y estimulantes en la medicina tradicional. El particular sabor del acuyo se ha comparado al eucalipto,
regaliz, sassafrás, anís, nuez moscada, menta, estragón  y pimienta negra.

#### Medicinal
En homeopatía se usa la tintura de la planta entera y las diluciones contra el asma, bronquitis, laringitis aguda o crónica, disnea e inflamaciones en general.

## Nombres comunes y antecedentes históricos
También se le conoce como tlanepa, o clanilpa en Izucar de Matamoros, tlanepaquelite (nahuatlismos de tlanecpahquílitl ‘hierba medicinal olorosa’), hoja santa (una leyenda mexicana dice que la Virgen María secó los pañales del Niño Jesús en un arbusto de esta planta, de donde le viene el nombre), hoja de anís, momo, o pimienta sagrada, x-mak-ulam en lengua maya.